# Weinbergschule (Seekirchen am Wallersee)
Die Weinbergschule war ein alternatives Privatinternat in Seekirchen am Wallersee. Die Schule hatte von 2006 bis 2019 das Öffentlichkeitsrecht für die erste bis neunte Schulstufe (Pflichtschulbereich). Es wurde von Mitgliedern der Sekte Gemeinschaft werktätiger Christen für ein neues Jerusalem betrieben und befand sich auf dem Gelände des Zachhiesenhofs, eines Archebauernhofs der Gruppe.
In der Primarstufe wurden Methoden der Montessoripädagogik angewandt und in der Sekundarstufe die Schetinin-Pädagogik. Kritisiert wurde, dass den Kindern kaum Freiraum zur persönlichen Entfaltung bliebe. Besucher der Schule berichteten: Trägerin der Weinbergschule war der 2002 gegründete Verein zur Förderung alternativer Bildungswege; Schuldirektor und Vereinsobmann war Hannes Maier. Am 17. Mai 2019 wurde die Schule behördlich geschlossen.

## Selbstdarstellung
Die Weinbergschule wurde 2005 auf Initiative engagierter Eltern, die heute den Stamm der Schulgemeinschaft bilden, mit dem Ziel gegründet, Kindern einen Raum zu schaffen, der ihnen eine passende Plattform bietet, ihre persönliche und soziale Entwicklung zu fördern und kreatives, praxisbezogenes Wissen zu vermitteln.
Dabei verfolgt die Weinbergschule reformpädagogische Ansätze, die neben der klassischen und praxisbezogenen Wissensvermittlung die Entwicklung einer eigenständigen, verantwortungsvollen Persönlichkeit in den Mittelpunkt stellen.
Die Kinder und Jugendlichen arbeiten und lernen hier aus eigenem Antrieb und intrinsischer Motivation und werden durch verschiedene Lernbegleiter bei der Findung ihrer Stärken und Potentiale unterstützt. Die Kinder und Jugendlichen stehen vor der Herausforderung, sich durch eigene Motivation die für ihren Lebensweg notwendigen Fähigkeiten und Wissensinhalte zu erwerben. Dies geschieht – wo immer nur möglich – im praktischen Tun und in realen Lebenssituationen. Neben der Wissensvermittlung werden Erfahrungen erlebt, geteilt und paarweise oder in Gruppen reflektiert und unterstützt.
Es gilt folgendes Motto: „Das Leben ist Schule“. Im Laufe der Schulzeit und des persönlichen Wachstums haben die Schüler die Möglichkeit, immer mehr Verantwortung in den verschiedensten Bereichen des Schulgeschehens und des gemeinschaftlichen Zusammenlebens zu übernehmen.
Die Schule gliedert sich in die Primarstufe (Kernelement ist hier die Montessori-Pädagogik nach Maria Montessori) und die Sekundarstufe (Kernelemente sind hier, das Erarbeiten der Wissensbereiche mittels Schaubildarbeit).
Die Landwirtschaft mit ihrer artgerechten Tierhaltung (Pferde, Rinder, Ziegen, Katzen, Enten, Hühner und Bienen) fördert eine gesunde körperliche, psychologische wie auch geistige Entwicklung der Kinder. Das Lernumfeld der Schule bezieht sich nicht nur auf das bäuerliche Umfeld, sondern kann auch auf den Erfahrungsschatz der 35 erwachsenen Mitglieder der am Zachhiesenhof lebenden Gemeinschaft zurückgreifen. Darunter befinden sich ausgebildete Lehrer, Montessori-Pädagogen, Kunsttherapeuten, Handwerker, Künstler und Manager uvm.
Seit 2014 wurde durch das Mitwirken von Richard Kandlin, einem Absolventen des Lyzeum-Internats für komplexe Persönlichkeitsbildung von Kindern und Jugendlichen, die dort entwickelte Schetinin-Pädagogik angewandt.
Im Jahr 2016 erhielten Weinbergschüler im Rahmen des Citizen Science Award einen Sonderpreis für ihr kreatives Video zum Projekt „Abenteuer Faltertage“.
Zum „Befreiten Lernen“ an der Weinbergschule zählten neben der klassischen Wissensvermittlung weiter handwerkliche Bereiche und Sittenkunde.

## Kritik
Bereits im Gründungsjahr 2005 war es zu einer öffentlichen Kontroverse um das Geschehen am Zachhiesenhof gekommen. 2017 eskalierte der Streit erneut, nachdem der Betreiber eine Baugenehmigung zur Erweiterung der Schule von 20 auf 100 Plätze beantragt hatte. Der ORF berichtete in einer am 23. November 2017 ausgestrahlten Reportage über Vorwürfe, die Kinder würden isoliert und jeder müsse sich autoritären Strukturen unterordnen. Die Kinder- und Jugendanwaltschaft Salzburg, der Landesschulrat und die Bundesstelle für Sektenfragen kritisierten das Schulkonzept und dessen Umsetzung. Die Seekirchner Bürgermeisterin (ÖVP) äußerte sich skeptisch, während Vertreter der Grünen und einer grünennahen Liste das Schulkonzept als „interessant“ und „in unsere bunte Stadt passend“ ansahen. Das zuständige Ministerium leitete eine Prüfung ein, ob der Schule das Öffentlichkeitsrecht zu entziehen ist. Ein Bundesratsmitglied der Grünen brachte eine parlamentarische Anfrage „betreffend Zweifelhafte Unterrichtsmethoden und Weltanschauung an der Weinbergschule“ ein.
Eine von der Schule veröffentlichte Stellungnahme, die von einem Vertreter der „externen Elternschaft“ verfasst sei, bezeichnete die ORF-Reportage als „diffamierend“ und als „Skandal- und Quotenjournalismus“. Es sei ein Versuch, das Ansehen ganzheitlicher Bildungseinrichtungen zu ruinieren. Einige Wochen später veröffentlichte die Schule neue Werbematerialien, die im Vergleich mit der ORF-Reportage einen gegenteiligen Eindruck vermitteln sollen.